# Леспюг
Леспю́г (фр. Lespugue, окс. Era Espuga) — коммуна во Франции, находится в регионе Юг — Пиренеи. Департамент — Верхняя Гаронна. Входит в состав кантона Булонь-сюр-Жес. Округ коммуны — Сен-Годенс.
Код INSEE коммуны — 31295.

## География
Коммуна расположена приблизительно в 640 км к югу от Парижа, в 75 км к юго-западу от Тулузы.
На северо-западе коммуны протекает река Сав.

## Климат
Климат умеренно-океанический. Зима мягкая и снежная, весна характеризуется сильными дождями и грозами, лето сухое и жаркое, осень солнечная. Преобладают сильные юго-восточные и северо-западные ветры.

## Население
Население коммуны на 2010 год составляло 74 человека.
| 1962 | 1968 | 1975 | 1982 | 1990 | 1999 | 2010 |
| ---- | ---- | ---- | ---- | ---- | ---- | ---- |
| 135  | 137  | 108  | 107  | 84   | 83   | 74   |

## Администрация
| Период | Период | Фамилия         | Партия | Примечания |
| ------ | ------ | --------------- | ------ | ---------- |
| 1995   | 2014   | Жан-Поль Порт   |        |            |
| 2014   | 2020   | Жан-Франсуа Фуа |        |            |

## Экономика
В 2010 году среди 42 человек трудоспособного возраста (15—64 лет) 32 были экономически активными, 10 — неактивными (показатель активности — 76,2 %, в 1999 году было 85,1 %). Из 32 активных жителей работали 30 человек (15 мужчин и 15 женщин), безработных было 2 (2 мужчин и 0 женщин). Среди 10 неактивных 3 человека были учениками или студентами, 6 — пенсионерами, 1 был неактивным по другим причинам.

## Достопримечательности
- Ансамбль доисторических пещер долины реки Сав. Исторический памятник с 1972 года[4]

## Фотогалерея

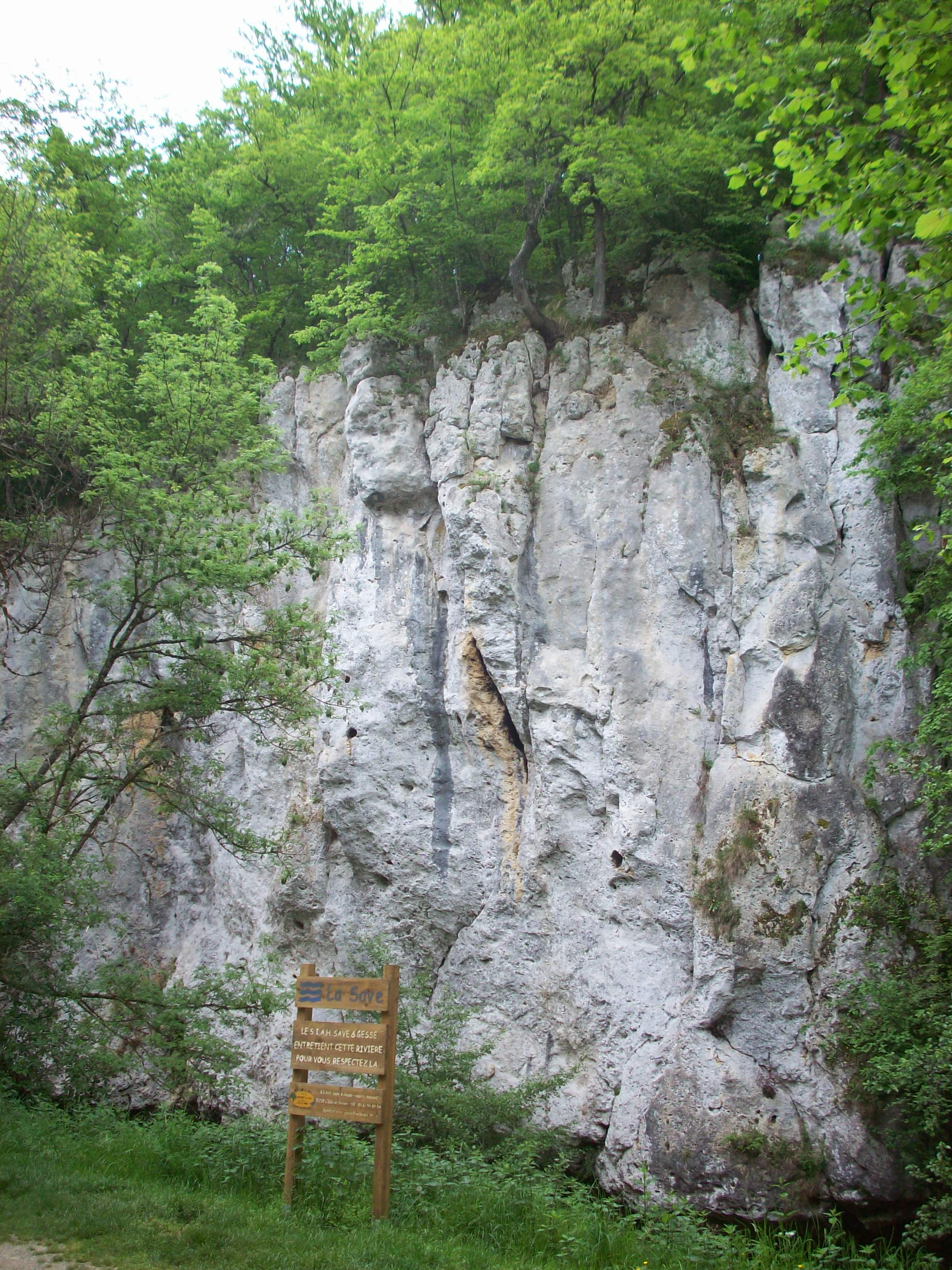
Ущелье Сав
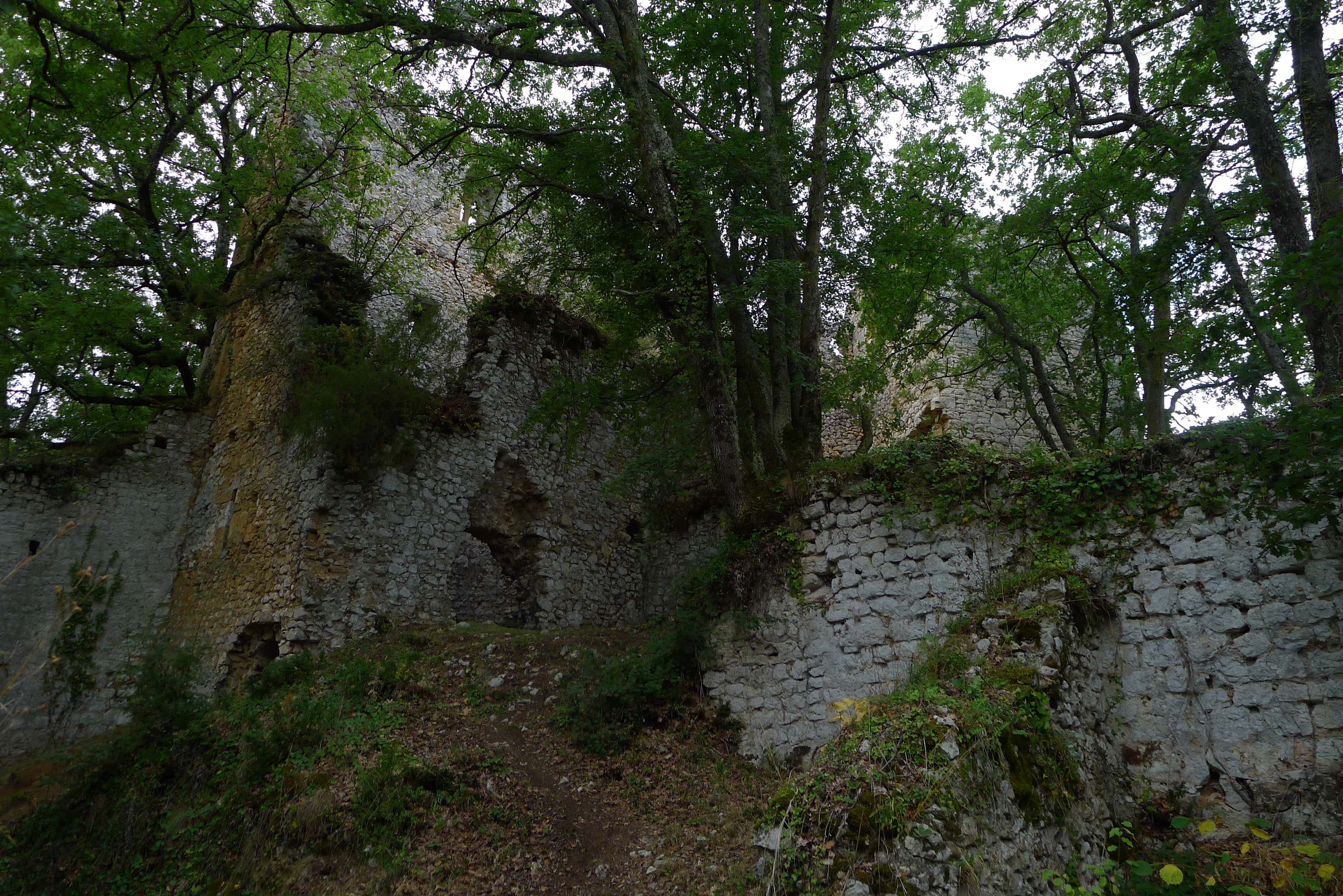
Руины замка Леспюг
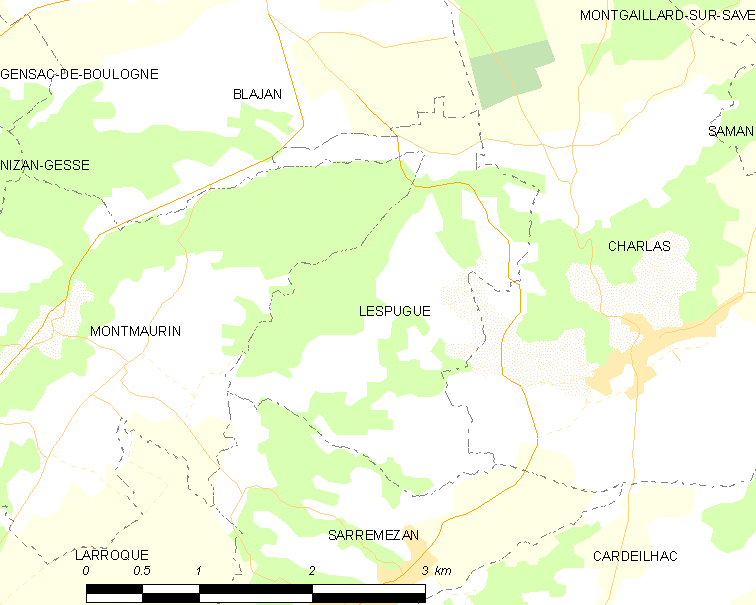
Карта коммуны